# 二重窓

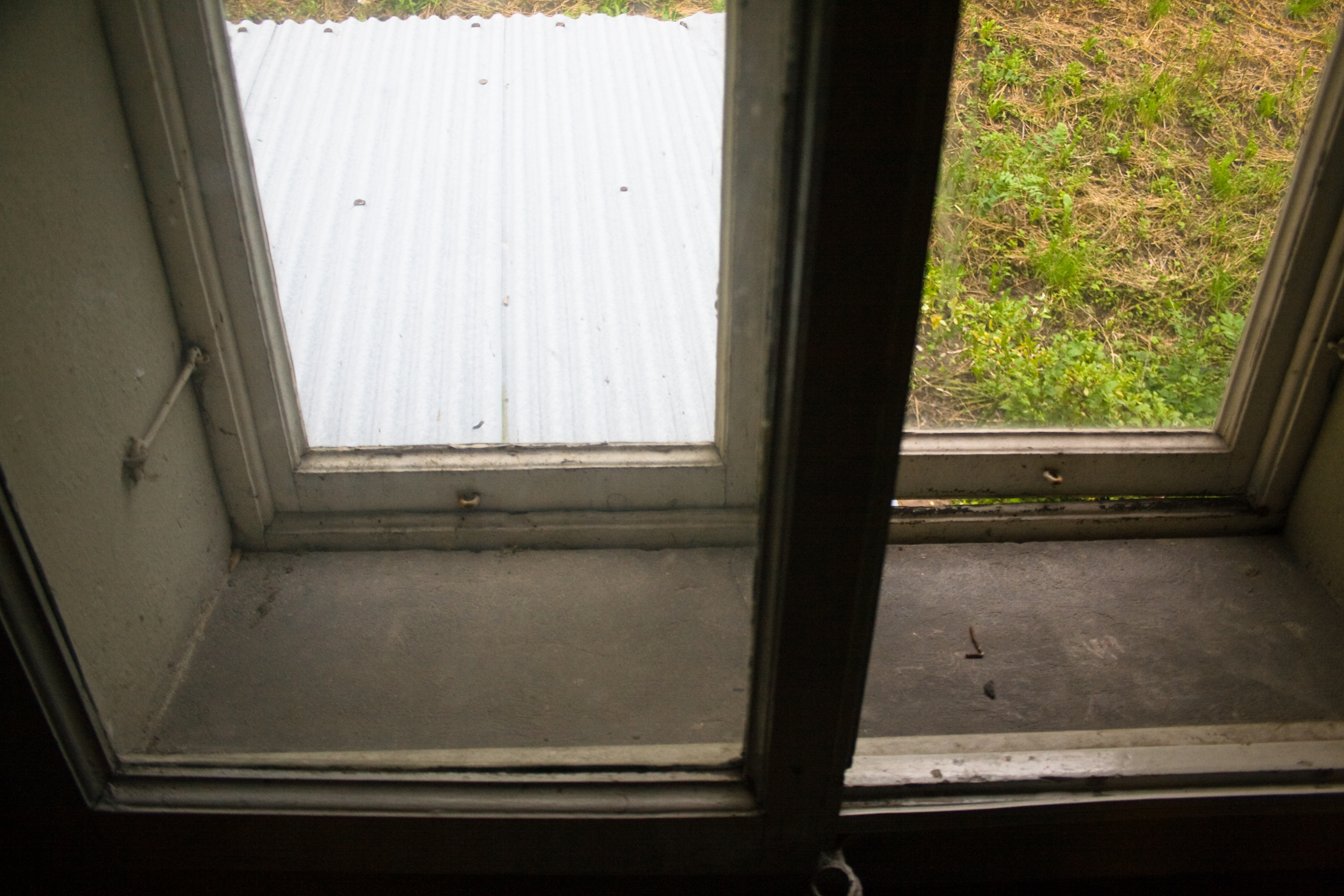
二重窓

二重窓（にじゅうまど）とは、窓のサッシを2組用いて断熱効果を高めた窓のこと。内窓とも呼ばれる。

## 解説
北海道や東北等の寒冷地では断熱性向上のために昔から一般的に用いられているが、近年省エネルギーや防音対策の面からも有効とされ、温暖な地域でも使用する例が見られる。ただし、新しい建築物では低価格化した複層ガラスが使われているため、断熱を目的とした二重窓の需要は薄れてきている。
幹線道路沿いや線路沿い、空港沿いの建物など騒音が激しい家屋では、防音のために使われる。さらに断熱性を向上させるために、複層ガラスを用いる例もある。